# Фаустово (Московская область)
Фа́устово — село в Воскресенском муниципальном районе Московской области. Входит в состав сельского поселения Ашитковское. Население — 1004 чел. (2010).

## География
Село Фаустово расположено в северной части Воскресенского района, примерно в 15 км к северо-западу от города Воскресенска. Высота над уровнем моря 111 м. В 0,5 км к западу от деревни протекает река Москва. В селе 12 улиц, приписано 9 СНТ и 1 ГСК. Ближайшие населённые пункты — деревни Белое Озеро и Золотово. В селе находится старая фабрика, и несколько дореволюционных кирпичных домов.

## Название
В письменных источниках село упоминается как Фавустовьское (1451 год), Фаустово, Марчуги тож (1784 год), Фаустово (Марчуги) (1862 год), позднее — Фаустово. Название связано с личным именем Фавст или Фауст.

## История
В 1657 году по указу царя Алексея Михайловича на высоком берегу Москвы-реки в Фаустово была заложена Краснохолмская Марчуговская пустынь. Через 30 лет было завершено строительство величественной пятиглавой Троицкой церкви, которая с трёх сторон окружена открытыми галереями и парапетами, украшенными изразцами. 
Строительство храма подорвало финансовое состояние пустыни, и в 1699 г. она была приписана к богатому Соловецкому монастырю. Сегодня помимо Троицкой церкви от построек обители сохранилась лишь надвратная церковь Зосимы и Савватия, которая стоит прямо на берегу. Большую часть пустыни занимает сельское кладбище, которое верующие приводят в порядок.

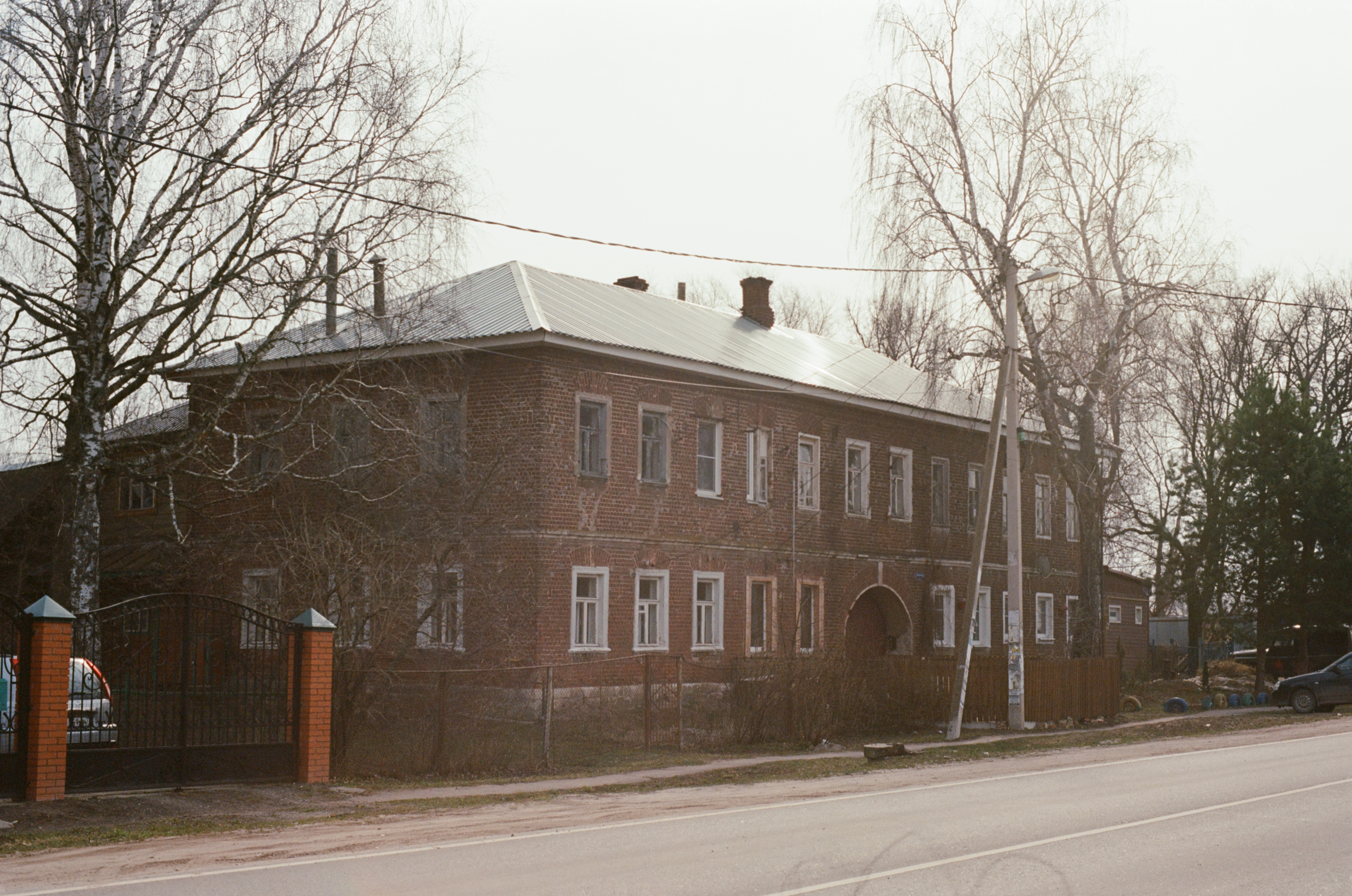
Дореволюционный многоквартирный кирпичный дом в Фаустово

В 1926 году село являлось центром Фаустовского сельсовета Михалевской волости Бронницкого уезда Московской губернии, имелась почтово-телеграфная контора.
С 1929 года — населённый пункт в составе Ашитковского района Коломенского округа Московской области, с 1930-го, в связи с упразднением округа и переименованием района, — в составе Виноградовского района Московской области. В 1957 году, после того как был упразднён Виноградовский район, село было передано в Воскресенский район.
Во время коллективизации в селе Фаустово создан колхоз, получивший название "Застрельщик". Председателем его правления много лет работал местный уроженец Василий Фёдорович Люкшин, с 1957 года - герой социалистического труда. 
До муниципальной реформы 2006 года Фаустово входило в состав Виноградовского сельского округа Воскресенского района.

## Население
В 1926 году в селе проживало 1266 человек (590 мужчин, 676 женщин), насчитывалось 290 крестьянских хозяйств. По переписи 2002 года — 961 человек (412 мужчин, 549 женщин).
| 1926 | 2002 | 2010  |
| ---- | ---- | ----- |
| 1266 | ↘961 | ↗1004 |

## Известные уроженцы
Зверев Александр Александрович — протоиерей, священномученик Русской православной церкви.